# José María de Ezpeleta y Enrile
José María de Ezpeleta y Enrile (La Habana, 1 de marzo de 1787 - Bagnères-de-Luchon, 26 de julio de 1847) fue un militar español, II conde de Ezpeleta de Beire y Capitán general de Aragón durante los primeros años de la minoría de edad de Isabel II de España.

## Biografía
Era hijo del capitán general José de Ezpeleta y Veira de Galdeano, conde de Ezpeleta de Beire, que fue gobernador de Cuba (1785-1789), virrey de Nueva Granada (1789-1796) y de Navarra (1814-1820), hermano de Joaquín de Ezpeleta y Enrile y Fermín de Ezpeleta y Enrile y tío de Pedro Agustín Girón.
En 1799 ingresó como cadete en el cuerpo de Reales Guardias Españoles. El levantamiento del 2 de mayo de 1808 lo sorprende en Barcelona, donde fue capturado por los franceses, pero consiguió huir y marchó a Madrid, donde ingresó en la guardia valona y se trasladó a Extremadura, donde fue agregado a la Guardia Real y 1809 participó en las batallas de Medellín, Almonacid y Ocaña. En 1810 se retiró a la isla de León y 1811 participó en la batalla de La Albuera, razón por la cual fue ascendido a brigadier. 1813 participó en la batalla de Vitoria y en la batalla de San Marcial, por la que recibió la Cruz Laureada de San Fernando. En 1814 fue herido en acciones en Tarbes y Toulouse y fue destinado a sofocar la revuelta de Francisco Espoz y Mina en Pamplona. Fue ascendido a mariscal de campo y comandante militar de San Sebastián hasta 1815.
En 1816 fue nombrado segundo jefe de la Capitanía General de Navarra hasta abril de 1820, cuando quedó en situación de cuartel debido al triunfo del pronunciamiento de Rafael del Riego. En 1820 fue elegido diputado por Navarra en el Congreso, cargo que ocupó hasta 1822. En 1823 se enfrentó a las tropas francesas mandadas por el duque de Angulema. Por eso fue separado del servicio hasta que en octubre de 1832 fue nombrado capitán general de Aragón. En 1833 fue ascendido a teniente general y en los inicios de la primera guerra carlista capturó y ejecutó a numerosos caudillos carlistas navarros, a la vez que se enfrentaba a Tomás de Zumalacárregui. En enero de 1835 dejó Aragón y fue nombrado capitán general de Castilla la Nueva. En 1834 fue elegido miembro del Estamento de Próceres, en 1837 fue nombrado senador por Navarra y en 1843 senador vitalicio. También sería vicepresidente segundo del Senado de España e hidalgo de cámara de Su Majestad.